# Roel Velasco
Roel Velasco (Bago, 26 giugno 1969) è un ex pugile filippino.

## Palmarès

### Olimpiadi
- 1 medaglia:
  - 1 bronzo (Barcellona 1992 nei pesi minimosca)

### Mondiali dilettanti
- 1 medaglia:
  - 1 argento (Budapest 1997 nei pesi minimosca)

### Campionati dilettanti asiatici
- 1 medaglia:
  - 1 oro (Bangkok 1992 nei pesi minimosca)

### Goodwill Games
- 1 medaglia:
  - 1 bronzo (New York 1998 nei pesi minimosca)